# Тони Роуч
Тони Роуч (енгл. Tony Roche; Вога Вога, 17. мај 1945) је бивши аустралијски тенисер. Освајач је једног гренд слем турнира у појединачној конкуренцији и тринаест у игри парова.
Победник је Ролан Гароса у појединачној конкуренцији 1966. године.
После играчке каријере се посветио тренерском послу, а међу тенисерима које је тренирао су били Иван Лендл, Патрик Рафтер, Роџер Федерер, Лејтон Хјуит и Јелена Докић.